# 丸い伊藤商店
株式会社丸い伊藤商店（まるいいとうしょうてん）はかつて北海道北見市に存在したセイコーマート傘下の卸売商社。同市内で百貨店「まるいいとう」を経営していた。

## 概要
株式会社丸い伊藤商店
設立 - 1914年（大正3年）3月11日
本社 - 北海道北見市とん田東町398
事業内容 - 卸売業（飲食料品・飼料・酒類）

## 沿革
まるいいとう百貨店については、丸い伊藤商店#沿革（まるいいとう百貨店）を参照の事。
- 1914年（大正3年）3月11日 - 新潟県の士族に生まれた伊藤元治が奉公に出されていた北海道の呉服店丸井今井から独立。当初は湧別が独立の候補地であったが、視察の結果いっそうの発展が予想されるとして北見市（当時は野付牛村）にいとう金物店として創業。
- 1915年（大正4年） - 陸別町に陸別支店を設置。
- 1921年（大正10年）7月15日 - 斜里町に斜里支店を設置。
- 1924年（大正13年）4月18日 - 東京都北豊島郡板橋町に板橋支店を設置。北海道から本州に進出する。
  - 5月2日 - 東京都中央区蛎殻町に人形町支店を設置。
  - 10月15日 - 東京都南足立郡千住町に千住支店を設置。
- 1925年（大正14年）12月17日 - 株式会社伊藤商店に改組。本社は人形町に。
- 1928年（昭和3年）10月4日 - 陸別支店を廃止・譲渡。網走市に網走支店を設置。
  - 10月5日 - 商号を株式会社丸い伊藤商店に改める。
- 1930年（昭和5年）10月23日 - 板橋支店を廃止。
- 1933年（昭和8年） - 網走市・遠軽町に卸部出張所を設置。
  - 5月6日 - 本社を千住支店に移転。人形町支店を廃止。
- 1942年（昭和17年） - 遠軽卸部出張所廃止。
- 1943年（昭和18年） - 第一次企業整備令により斜里支店を廃止。
- 1944年（昭和19年）2月 - 新興食品工業株式会社を設立。
  - 7月14日 - 北見醸造株式会社を設立。
  - 12月20日 - 第二次企業整備令により網走支店を廃止。
  - 相内町（北見市）に相ノ内漬物工場を設置。
- 1945年（昭和20年）3月14日 - 戦災に遭い千住支店焼失。
- 1947年（昭和22年）3月11日 - 創業者で初代社長の伊藤元冶死去。二代目社長に伊藤元一郎が就任。
- 1950年（昭和25年）7月 - 金物部を設置。
  - 12月10日 - 北見機材工業株式会社を設立。
- 1953年（昭和28年）4月1日 - 神奈川県横須賀市に横須賀支店を設置。
- 1954年（昭和29年）11月 - 第一回百円均一を開催。
- 1956年（昭和31年）9月18日 - 通産大臣より百貨店営業が許可される。
  - 11月12日 - 千住支店・横須賀支店を分離、独立。再び北海道のみでの活動となる。
- 1961年（昭和36年）2月 - 卸部内に飼料部門を設置。
  - 11月 - 釧路市に卸部出張所を設置。
- 1964年（昭和39年）11月24日 - 卸部釧路出張所を増築。
- 1965年（昭和40年）6月 - 社歌制定。
- 1966年（昭和41年）3月15日 - 丸い伊藤商店五十年史を発行。
- 1997年（平成9年）4月1日 同じくセイコーマート傘下の帯広市の道東酒販と合併、株式会社道東伊藤となる[1]。

## まるいいとう百貨店
屋号の「丸い」は丸井今井からののれん分けであることを意味しており、更により親しみ易さを感じさせる為に平仮名を使用していた。

### 沿革（まるいいとう百貨店）

#### 前史
- 1914年（大正3年）3月11日 - 新潟県の士族に生まれた伊藤元治が奉公に出されていた北海道の呉服店丸井今井から独立。当初は湧別が独立の候補地であったが、視察の結果いっそうの発展が予想されるとして北見市（当時は野付牛村）にいとう金物店として創業。
  - 5月11日 - 大火の火災に遭い店舗全焼。
  - 7月15日 - 店舗を新築し呉服類を仕入れ丸い伊藤呉服・金物店として再開。
- 1920年（大正9年）11月 - 北見店を2階建てに改築。卸部独立。

#### 本史
- 1929年（昭和4年） - 北見支店を増築し百貨店形態に改める。食料品卸部を移転。
- 1948年（昭和23年）5月1日 - 北見支店2階に映画館、丸いシネマを開館。
- 1951年（昭和26年）9月 - 丸いシネマを株式会社北見映画劇場として法人化し移転。
  - 10月 - 北見支店百貨店部を全館開放し売場を拡充。
- 1956年（昭和31年）11月15日 - 百貨店部増築。
- 1957年（昭和32年）3月7日 - 日本百貨店協会に加入する。
- 1960年（昭和35年）4月1日 - 百貨店部に外商課を設置。
- 1964年（昭和39年）3月15日 - 百貨店部新館着工。
  - 11月14日 - 丸い食堂株式会社を設立。
  - 11月17日 - 百貨店部、大幅増改築し開店。鉄筋コンクリート造、地下1階地上6階（但し、4階～5階は大型塔屋、最上階である6階は中型塔屋）、売場面積は約4720平方メートル。
- 1976年（昭和51年）6月1日 - 外壁のほぼ全面に白亜（チョーク石灰岩）装飾を施し、地下1階地上6階（大型塔屋だった4階～5階は下階と同じ屋内床面積に増床工事）、売場面積6717平方メートルにリニューアル改築し開店[2]。
  - 9月21日 - 全館開店。
- 1979年（昭和54年）2月22日 - 丸井今井と業務提携を結び役員の派遣を受ける[2]。
- 1982年（昭和57年）- 61億3000万円の売上を記録[2]。
- 1985年（昭和60年）- きたみ東急百貨店や郊外大型量販店の開店により売上が35億円台まで低迷、累積赤字は1月末で店舗新築の際の長期借入金を含め16億9000万円に膨れ上がる[2]。
  - 9月12日 - きたみ東急百貨店との業務提携が決定。
- 1986年（昭和61年）3月1日 - 経営不振の克服は困難とし役員会で百貨店の自主廃業を決定[2]。
  - 4月 - 株主総会で伊藤社長辞任[2]。
  - 7月 - 百貨店閉店。従業員104人は一旦退職ののち希望者はきたみ東急百貨店や北見バスなどの東急系企業、丸い伊藤商店に再就職する旨で合意[2]。

#### 後史
- 1986年（昭和61年）9月13日 - 東急に売却した店舗跡がテナントビル「駅前プラザHOW」として開館[3]。
- 1998年（平成10年）4月 - 駅前プラザHOW閉館[4]、建物解体。
- 2006年（平成18年）11月6日 - 跡地に[5]北見信用金庫本店が開業[6]。

### 主なフロア構成

#### 百貨店業態変更（1929年（昭和4年））
| [icon] | この節の加筆が望まれています。 |

| [icon] | この節の加筆が望まれています。 |

| [icon] | この節の加筆が望まれています。 |

#### 第一次増改築（1956年（昭和31年）11月15日）
| [icon] | この節の加筆が望まれています。 |

| [icon] | この節の加筆が望まれています。 |

| [icon] | この節の加筆が望まれています。 |

| [icon] | この節の加筆が望まれています。 |

| [icon] | この節の加筆が望まれています。 |

#### 第二次増改築（1964年（昭和39年）11月17日）
売場面積は約4720㎡となる。屋上には日立大型広告塔も設置された。
| [icon] | この節の加筆が望まれています。 |

| [icon] | この節の加筆が望まれています。 |

| [icon] | この節の加筆が望まれています。 |

| [icon] | この節の加筆が望まれています。 |

| [icon] | この節の加筆が望まれています。 |

| [icon] | この節の加筆が望まれています。 |

| [icon] | この節の加筆が望まれています。 |

#### 第三次増改築（1976年（昭和51年）6月1日）
売場面積は6717㎡となる。
| [icon] | この節の加筆が望まれています。 |

| [icon] | この節の加筆が望まれています。 |

| [icon] | この節の加筆が望まれています。 |

| [icon] | この節の加筆が望まれています。 |

| [icon] | この節の加筆が望まれています。 |

| [icon] | この節の加筆が望まれています。 |

| [icon] | この節の加筆が望まれています。 |

| [icon] | この節の加筆が望まれています。 |

#### 駅前プラザHOW（1986年（昭和61年）9月13日 ～  1998年（平成10年）4月。「きたみ東急」傘下の後継商業施設時代）
| [icon] | この節の加筆が望まれています。 |

| [icon] | この節の加筆が望まれています。 |

| [icon] | この節の加筆が望まれています。 |

| [icon] | この節の加筆が望まれています。 |

### 「まるいいとう百貨店」を扱った作品
- コミックス・アニメ「道産子ギャルはなまらめんこい」（作：伊科田海、集英社） - ほぼ北見市をモチーフに創作された道東（オホーツク側）地方都市において、主人公（本州から転校してきた男子高校生）が（ありき日の旧「まるいいとう百貨店6Fデパート大食堂」を模して描かれた店内風景の）レストランにてラーメンを食する場面が登場している。
- ネット動画「【むかしの北見】昔たくさんあったデパート懐かしいね!きたみ東急!丸い伊藤!丸正デパート!西銀デパート!北見駅むかしは時計台あったよね! - YouTube」（作：ハルチャンネル、2022年10月1日）
- ネット動画「【むかしの北見】東急！まるい！丸正！ - YouTube」（作：ハルチャンネル、2024年8月12日）

## その他の店舗・営業所

### 小売店
- 網走店 - 北海道網走市南4条東1丁目
- 陸別店 - 北海道陸別町
- 斜里店 - 北海道斜里町
- 人形町店 - 東京都中央区蛎殻町
- 千住店 - 東京都足立区千住仲町
- 板橋店 - 東京都板橋区下板橋
- 横須賀店 - 神奈川県横須賀市若松町

### 卸部営業所
- 北見営業所 - 北海道北見市とん田東町
- 網走出張所 - 北海道網走市
- 釧路出張所 - 北海道釧路市
- 遠軽出張所 - 北海道遠軽町

### 金物部営業所
- 北見営業所 - 北海道北見市北1条西5条

## 子会社
- 新興食品工業株式会社
- 北見醸造株式会社
- 北見機材工業株式会社
- 丸いシネマ映画館株式会社
- 丸い食堂株式会社